# Dávid Banai
Dávid Banai (Budapest, 9 maggio 1994) è un calciatore ungherese, portiere dell'Ujpest e della nazionale Under-21 ungherese.

## Carriera

### Club
Cresciuto nelle giovanili dell'Ujpest, nel 2011 viene promosso in seconda squadra. Nel 2012 viene promosso in prima squadra, senza tuttavia ottenere alcuna presenza. Debutta con la prima squadra il 30 maggio 2015, nella gara interna contro il Kecskeméti (3-0), sostituendo Szabolcs Balajcza al minuto 51. Riesce a mantenere la rete inviolata. 

### Nazionale
Ha fatto tutta la trafila delle Nazionali giovanili, dall'Under-17 all'Under-21. Nell'ottobre 2014 viene convocato dalla Nazionale Under-21. Debutta con l'Under-21 il 12 agosto 2015, in Ungheria-Italia (0-0).  

## Palmarès

### Club

#### Competizioni nazionali
- Coppa d'Ungheria: 2

Ujpest: 2017-2018, 2020-2021